# Поэт-лауреат (Великобритания)
Поэт-лауреат (англ. Poet Laureate) в Великобритании — звание придворного поэта, утверждаемое с 1616 года монархом, а в настоящее время по рекомендации премьер-министра, и традиционно обязанного откликаться памятными стихами на события в жизни королевской семьи и государства. Изначально звание поэта-лауреата присваивалось пожизненно, а с 1999 года — на десятилетний срок. Начиная с XIX века оно считается скорее почётным, нежели предполагающим какие-либо обязательства, и его обладатель обычно продолжает собственную литературную карьеру.
Предшественником этого звания было звание придворного поэта, но хотя придворные поэты всегда были в английской истории, официальный их статус был определён лишь в 1790 году.
Аналогичное звание есть и в США, с тем отличием, что Поэт-лауреат США избирается на 1 год, но в особых случаях бывает и на 2 года.

## Известные придворные поэты
- Gulielmus Peregrinus
- Master Henry
- Джеффри Чосер (1340—1400)
- John Kay (1461—1483)
- Бернар Андре из Тулузы (1450—1522)
- Джон Скельтон (1460—1529)
- Эдмунд Спенсер (1552—1599)
- 1599 — Самуэль Даниель (1562—1619)
- 1619 — Бен Джонсон (1574—1637)
- 1637 — Уильям Давенант (1606—1668)

## Поэты-лауреаты и годы, когда они носили это звание
- 1670—1689 — Джон Драйден
- 1689—1692 — Томас Шадуэлл
- 1692—1715 — Наум Тейт
- 1715—1718 — Николас Роу
- 1718—1730 — Лоренс Юсден
- 1730—1757 — Колли Сиббер
- 1757—1785 — Уильям Уайтхед
- 1785—1790 — Томас Уортон
- 1790—1813 — Генри Джеймс Пай
- 1813—1843 — Роберт Саути
- 1843—1850 — Уильям Вордсворт
- 1850—1892 — Альфред Теннисон
- 1896—1913 — Альфред Остин
- 1913—1930 — Роберт Бриджес
- 1930—1967 — Джон Мейсфилд
- 1968—1972 — Сесил Дэй-Льюис
- 1972—1984 — Джон Бетчеман
- 1984—1998 — Тед Хьюз
- 1999—2009 — Эндрю Моушн
- 2009—2019 — Кэрол Энн Даффи
- с 2019 — Саймон Армитидж